# Castillo de Huete
El castillo de Huete, también denominado alcazaba de Wabda y castillo de Luna, es un castillo medieval, al noroeste de la ciudad española de Huete, en la provincia de Cuenca. Se ubica al oeste del barrio de Atienza de dicha localidad, ocupando lo que fue un importante enclave geoestratégico desde el que se domina una amplia zona hasta la sierra de Altomira al oeste, desde el valle del Mayor hasta las alcarrias de Sacedón hacia el norte, la entrada hacia la serranía conquense al este y los primeros cerros de la Manchuela al sur.

## Descripción
Es un castillo de cerro, de tipo alcazaba y de planta rectangular muy alargado, siguiendo la forma de norte a sur del mismo cerro sobre el que se asienta. Para su construcción se utilizó piedra en sillarejo, quizás aprovechando también el material de la antigua ciudad romana de Opta (cerro Albaráñez). Se rodeó de quince torreones y se alzó un decimosexto intramuros. La torre sureste, restaurada en parte en el siglo XX, fue la mayor de la alcazaba con una altura de unos 12 metros y un diámetro de unos 22. Los muros que surgen de la torre principal ostentaron otras torres emirales (siglo IX) y califales (siglo X) menores, de unos 4 metros de altura y 3 de profundidad, formadas por tizones con talud de tres escalones en sus partes inferiores. De la torre situada al norte partiría la muralla con cinco torres que rodearía la población hasta enlazar con el extremo sur del castillo.
En su interior se asientan cinco silos y un aljibe de unos 25 m² de superficie dividido en dos compartimentos.

## Historia
Restos de la Edad de Bronce hallados en la zona dan cuenta de un posible asentamiento prerromano en la zona. Claudio Ptolomeo citaba en su Geografía un asentamiento celtibero a la que denominó Istonium, siendo una de las posibles ubicaciones de este castro celtibero el cerro de Alvar Fáñez.
En el siglo VI a.c., los romanos situaron en su cima Julia Opta (en castellano actual, 'recinto fortificado' o 'plaza fuerte', dando constancia al carácter fortificado del asentamiento) del cual aún queda algún resto. Este asentamiento romano tuvo cierta importancia debido a la explotación del yeso especular, muy abundante en la comarca.
La decadencia de Roma lleva al gobierno a los visigodos a finales del siglo V d.c., que poco dejaron legado en la antigua Opta.
Ya en el siglo VIII los bereberes llegan a la antigua Julia Opta y sobre sus restos Al-Mutamid, rey taifa de Sevilla, funda en el siglo IX Wabda (en el castellano actual 'río' o 'valle', dando referencia al valle del río Borbotón hacia el que se extiende Huete) y se levanta la alcazaba sobre el cerro de Álvar Fáñez.
Es en 1150 —las crónicas de la época datan en el 19 de julio— cuando Wabda cae en manos cristianas de manos de las tropas del rey Alfonso VII de Castilla. Se daría entonces lugar a la ubicación actual de Huete, cuyo poder se disputarían los Castro y los Lara en 1164, recayendo la batalla en favor de los últimos. La alcazaba sufre reformas a lo largo de este siglo X y queda convertida en el castillo de la Luna. Todavía este castillo tendría un último cometido en 1174 cuando los almohades sitiaron a Huete en el castillo, donde el pueblo resistió produciendo así la huida de los sitiadores.
El desplazamiento al sur del frente de batalla entre los reinos cristianos y los musulmanes dejó en un segundo plano, por inutilidad, el castillo de Huete cayendo en el incipiente abandono en el cual se encuentra en la actualidad.

## Propiedad y estado de conservación
El castillo de Huete es de propiedad municipal y de acceso libre a través de un ancho camino que sale desde la parte más alta del barrio de Atienza y que concluye en la cima del cerro, donde se sitúa el monumento del Sagrado Corazón de Jesús asentado sobre un gran pilar realizado con piedras extraídas del propio castillo. Tan solo quedan algunos muros en pie, restos de la muralla que circundaba el pueblo y el torreón reconstruido en el extremo sureste, así como algunas dependencias en su interior correspondientes a silos, aljibe y canalizaciones.